# Madame Peacock
Madame Peacock é um filme mudo americano de 1920, no gênero filme de drama escrito, produzido e estrelado por Alla Nazimova em dois papéis. Distribuído pela Metro Pictures, cópias do filme existem em várias coleções, incluindo na Cinémathèque Royale de Belgique, em Bruxelas.

## Enredo
Como descrito em uma revista de cinema, a ídola do teatro da cidade de Nova York, Jane Goring (Nazimova), depois de uma aparição em público, após a execução de Madame de Pavão, volta para seu apartamento e não encontra o homem do jornal que ela pensou que estava indo para entrevista-la, mas, em vez disso, seu marido Robert McNaughton (Probert) que está sofrendo com uma tosse. Vivendo uma vida de farsa, ela empurra ele de lado, esquecendo-se até mesmo perguntar sobre sua filha. Ao deixá-la ele diz a ela que um dia ela vai precisar de amigos e de amor, e vai perceberr que ela manipulou a todos com falsidades. Quatro anos mais tarde, no auge de sua carreira, Jane prepara-se para aparecer em uma nova peça. Fria, cruel, intransigente, arrogante, ela mantém a companhia de teatro a esperando por horas a espera e, em seguida, prossegue para partir o coração do dramaturgo, humilhar seus colegas atores, e irritar o seu empresário, até que ele não ature mais. Na companhia encontra-se Gloria de Cromwell (Nazimova), a antítese de Jane Goring. Ela diz a estrela de seu prazer em estar ao seu lado. Eventualmente, a peça inicia-se e depois da cortina final o público grita para Gloria de Cromwell, Jane é obrigada a abandonar o palco para ela. Jane retorna ao seu quarto de vestir e tem um ataque de fúria, dizendo ao seu empresário Rudolph Cleeberg (Steppling) que ou ela ou Gloria deve ir. Cleeburg permite a Gloria sair, e quando Jane chega em casa, ela percebe que com o seu egoísmo perdeu seu marido, filha, e agora o seu sucesso. Enquanto ela está recordando esses eventos Robert McNaughton acompanhado de Gloria vão ao apartamento de Jane. Lá a mãe de Jane reconhece Gloria, e ela é enviada para Jane que, olhando nos olhos de sua própria filha, é purificado no momento de tristeza e de alegria.

## Elenco
- Alla Nazimova como Jane Goring / Gloria Cromwell
- George Probert como Robert McNaughton
- John Steppling como Rudolph Cleeberg
- William Orlamond como Lewis
- Rex Cherryman como Thorne
- Albert R. Cody como Harrison Burke
- Gertrude Claire como Character Lady
- Georgia Woodthorpe como Mrs. Goring